# Elbenia appendiculata
Elbenia appendiculata är en insektsart som beskrevs av Brunner von Wattenwyl 1898. Elbenia appendiculata ingår i släktet Elbenia och familjen vårtbitare. Inga underarter finns listade i Catalogue of Life.